# 顾英奇
顾英奇（1930年10月—2015年12月13日），男，辽宁新民人，中华人民共和国政治人物，曾任中国红十字会常务副会长、党组书记，第七、八届全国政协委员。